# Agdistis bennetti
Agdistis bennetii là một loài bướm đêm thuộc họ Pterophoridae. It known the coastal areas của Đảo Anh, Đan Mạch, Bỉ, Hà Lan, Pháp, Đức, Tây Ban Nha, Ý và Albania, cũng như Ba Tư cũ. It inhabits salt-marshes.
Sải cánh dài 24–30 mm. Con lớn mày nâu hơi xám. Có hai thế hệ một năm, con lớn mọc cánh từ giữa tháng 5 đến đầu tháng 7 và một lần nữa giữa tháng 7 đến giữa tháng 9.
Ấu trùng ăn Limonium vulgare và Limonium binervosum. The feed on the undersides of the leaves.